# هفت نت سیاه‌رنگ
هفت نُت سیاه‌رنگ (ایتالیایی: Sette note in nero) یک فیلم ایتالیایی در ژانر جالوی ترسناک به کارگردانی لوچو فولچی محصول سال ۱۹۷۷ است.

## بازیگران
- جنیفر اونیل
- جیانی گارکو
- گابریله فرزتی
- مارک پورل
- ایدا گالی
- جنی تامبوری
- لوئیجی دیبرتی
- برونو کوراتساری
- فرانکو آنگریزانو
- اوگو دآلسیو
- سالواتوره پونتیلو